# 拉氏羊舌鮃
拉氏羊舌鮃為輻鰭魚綱鰈形目鰈亞目鮃科的其中一種，為亞熱帶海水魚，分布於東大西洋區，從直布羅陀至撒哈拉西部勃查多爾角，包括地中海西部海域，棲息深度85-857公尺，體長可達15公分，棲息在底層水域，以小魚及無脊椎動物為食，生活習性不明。

## 扩展阅读
維基物種上的相關：拉氏羊舌鮃